# Liste der Wetterkatastrophen von 2016 mit einer Schadenssumme von mehr als einer Milliarde US-Dollar
Diese Liste der Wetterkatastrophen von 2016 mit einer Schadenssumme von mehr als einer Milliarde US-Dollar nennt 30 Naturkatastrophen, für die die internationale Versicherungsberatungsagentur Aon Benfield eine Schadenssumme von mehr als einer Milliarde US-Dollar ermittelt hat und bei denen das Wetter Ursache der Schäden war. Von diesen 30 Naturereignissen sind neun Unwetterereignisse wie Hagel, Tornado und Sturm (ohne tropische Wirbelstürme), sechs sind Überschwemmungen nach umfangreichen Regenfällen und bei sechs handelt es sich um die Folgen tropischer Wirbelstürme. Hinzu kommen zwei Wintereinbrüche und fünf Dürren. Nach diesen Berechnungen beläuft sich der gesamte volkswirtschaftliche Schaden aller Naturkatastrophen von 2016 auf 210 Milliarden US-Dollar und liegt 21 % über dem Durchschnittswert der letzten sechzehn Jahre.
Vierzehn dieser Wetterkatastrophen betrafen das Gebiet der Vereinigten Staaten, sieben das der Volksrepublik China. Auf Europa entfielen zwei Ereignisse.
Der amerikanische Meteorologe Jeff Masters nannte in seinem Blog – nach der Tatsache, dass 2016 das global wärmste Jahr der Messgeschichte war – als folgenschwerstes wetterbedingtes Schadereignis die Smog-Ereignisse Anfang November in Delhi (The Great Smog of Delhi) und Mitte Dezember in einigen Gebieten Nordchinas. Abschätzungen für deren Folgen stehen aus.
| Rang | Ereignis                      | Gebiet                                                                               | Zeitraum                       | Schadenssumme in Mrd. USD | Opferzahl |
| ---- | ----------------------------- | ------------------------------------------------------------------------------------ | ------------------------------ | ------------------------- | --------- |
| 1    | Überschwemmungen              | Jangtsekiangbecken, Volksrepublik China                                              | 1. Mai–1. August 2016          | 28,0                      | 475       |
| 2    | Hurrikan Matthew              | Karibik, Bahamas, Vereinigte Staaten                                                 | 28. September–10. Oktober 2016 | 15,5                      | 603+      |
| 3    | Überschwemmungen              | Louisiana, Vereinigte Staaten                                                        | 9.–16. August 2016             | 10–15                     | 13        |
| 4    | Dürre                         | Volksrepublik China                                                                  | 1. Juni–31. August 2016        | 6,0                       | 0         |
| 5    | Überschwemmungen              | Deutschland, Frankreich, Österreich, Polen                                           | 26. Mai–6. Juni 2016           | 5,5                       | 17        |
| 6    | Dürre                         | Indien                                                                               | 1. Juni–30. Juni 2016          | 5,0                       | 0         |
| 7    | Überschwemmungen              | Nordosten der Volksrepublik China                                                    | 16.–24. Juli 2016              | 4,7                       | 289       |
| 8    | Waldbrände                    | Fort McMurray, Kanada                                                                | 2. Mai–1. Juni 2016            | 4,5                       | 0         |
| 9    | Unwetter                      | Great Plains, Südosten der Vereinigten Staaten                                       | 10.–13. April 2016             | 4,3                       | 1         |
| 10   | Dürre                         | Westküste und Südosten der Vereinigten Staaten, Neuengland                           | 1. Januar–31. Dezember 2016    | 3,5                       | 0         |
| 11   | Dürre                         | Thailand                                                                             | 1. Januar–30. Juni 2016        | 3,3                       | 0         |
| 12   | Unwetter                      | Rocky Mountains, Great Plains, Mittlerer Westen und Südosten der Vereinigten Staaten | 22.–25. März 2016              | 2,5                       | 0         |
| 13   | Taifun Meranti                | Volksrepublik China, Republik Taiwan, Philippinen                                    | 13.–16. September 2016         | 2,5                       | 44        |
| 14   | Überschwemmungen              | Texas, Vereinigte Staaten                                                            | 15.–19. April 2016             | 2,0                       | 9         |
| 15   | Winterwetter                  | Ostasien                                                                             | 20.–26. Januar 2016            | 2,0                       | 116       |
| 16   | Unwetter                      | Great Plains, Mittlerer Westen der Vereinigten Staaten                               | 29. April–3. Mai 2016          | 1,8                       | 6         |
| 17   | Zyklon Roanu                  | Sri Lanka, Indien, Bangladesch, Myanmar, Volksrepublik China                         | 14.–21. Mai 2016               | 1,8                       | 135       |
| 18   | Unwetter                      | Great Plains, Rocky Mountains, Vereinigte Staaten                                    | 28./29. Juli 2016              | 1,6                       | 0         |
| 19   | Dürre                         | Simbabwe                                                                             | 1. Juni–10. August 2016        | 1,6                       | 0         |
| 20   | Überschwemmungen und Unwetter | Great Plains, Mittlerer Westen, Neuengland, Südosten der Vereinigten Staaten         | 4.–12. März 2016               | 1,5                       | 6         |
| 21   | Taifun Nepartak               | Philippinen, Republik China, Volksrepublik China                                     | 8.–12. Juli 2016               | 1,4                       | 111       |
| 22   | Unwetter                      | Great Plains, Südosten der Vereinigten Staaten                                       | 17./18. März 2016              | 1,4                       | 0         |
| 23   | Zyklon Winston                | Fidschi                                                                              | 16.–22. Februar 2016           | 1,4                       | 44        |
| 24   | Überschwemmungen              | Argentinien und Uruguay                                                              | 4.–10. April 2016              | 1,3                       | 0         |
| 25   | Unwetter                      | Great Plains, Mittlerer Westen der Vereinigten Staaten                               | 21.–28. Mai 2016               | 1,3                       | 1         |
| 26   | Unwetter                      | Great Plains, Mittlerer Westen, Südosten der Vereinigten Staaten, Neuengland         | 22.–25. Februar 2016           | 1,2                       | 10        |
| 27   | Unwetter                      | Niederlande                                                                          | 26./24. Juni 2016              | 1,1                       | 0         |
| 28   | Unwetter                      | Great Plains, Mittlerer Westen, Mississippi Valley, Vereinigte Staaten               | 7.–10. Mai 2016                | 1,1                       | 2         |
| 29   | Winterwetter                  | Ostküste der Vereinigten Staaten                                                     | 21.–24. Januar 2016            | 1,0                       | 58        |
| 30   | Taifun Chaba                  | Südkorea, Japan                                                                      | 5./6. Oktober 2016             | 1,0                       | 10        |

## Belege
- 2016 Annual Global Climate and Catastrophe Report. (PDF) Aon Benfield, 17. Januar 2017, abgerufen am 20. Januar 2017 (englisch).
- Jeff Masters: A Swarm of 30 Billion-Dollar Weather Disasters Socked the Planet in 2016. Weather Underground, 17. Januar 2017, abgerufen am 20. Januar 2017 (englisch).